# Dirk Mudge
Dirk Frederik Mudge (Otjiwarongo, 16 de enero de 1928 - Windhoek, 26 de agosto de 2020) fue un político namibio.

## Biografía
Mudge nació en Otjiwarongo en 1928. Durante su carrera como político y servidor público, ocupó varios cargos de alto nivel en la administración sudafricana del África del Sudoeste, fue presidente de la Conferencia Constitucional de Turnhalle entre 1975 y 1977 y cofundó el Partido Republicano de Namibia, así como la Alianza Democrática de Turnhalle, conocida en la actualidad como el Movimiento Popular Democrático.
En el momento de la independencia de Namibia, Mudge era miembro de la Asamblea Constituyente y de la Primera Asamblea Nacional hasta que se retiró en 1993. Fue el fundador del diario en afrikáans de Namibia Die Republikein y de la editorial Namibia Media Holdings, oficiando como miembro de la junta directiva hasta 2008.

### Fallecimiento
En 2020, Mudge contrajo COVID-19 y, debido a su avanzada edad, desarrolló varias complicaciones, entre ellas una infección pulmonar. Falleció en un hospital de Windhoek el 26 de agosto de 2020 a los noventa y dos años.